# Magnálio
Magnálio são ligas à base de Al (Alumínio) com teores de 6 a 80% de Mg (Magnésio), com diferentes propriedades, em função do teor de Mg, podendo sofrer adição de outros elementos.
As ligas com baixos teores de Mg (na maior parte dos casos entre 8% e 20%), das quais a mais usada tem 10% de Mg, e é muitas vezes conhecida como AlMg7, têm propriedades mecânicas excelentes, melhores do que as do Al. Têm mais resistência à corrosão e à fadiga, são mais leves e mais trabalháveis. Podem ser facilmente forjadas, extrudadas, usinadas e soldadas. São muito usadas para a produção de peças extrudadas e fundidas, bem como em estruturas de embarcações e aeronaves.
Já as ligas com altos teores de Mg, são duras não podem ser trabalhadas, mas são inflamáveis e encontram emprego na fabricação de fogos de artifício. A liga 50%Al e 50%Mg, tem sido bastante utilizada, na forma granular, como intensificador de cores em fogos de artifício